# Anonidium
Anonidium Engl. & Diels – rodzaj roślin z rodziny flaszowcowatych (Annonaceae Juss.). Według The Plant List w obrębie tego rodzaju znajdują się 4 gatunki o nazwach zweryfikowanych i zaakceptowanych. Występuje naturalnie w klimacie równikowym Afryki. Gatunkiem typowym jest A. mannii (Oliv.) Engl. & Diels. W starszych ujęciach gatunki tego rodzaju były włączane do rodzaju flaszowiec (Annona L.). 

## Morfologia
PokrójZimozielone drzewa lub krzewy.
LiścieNaprzemianległe, pojedyncze. Liść jest całobrzegi.
KwiatyPromieniste, obupłciowe lub jednopienne, zebrane w gęstych wierzchotkach lub w małych pęczkach. Rozwijają się w kątach pędów lub na pniach i gałęziach (kaulifloria). Mają 3 wolne działki kielicha. Płatków jest 6, ułożone w dwóch okółkach, są wolne i zagnieżdżone. Pręciki są liczne. Zalążnia górna składa się z licznych wolnych słupków.
OwoceTworzą owoc zbiorowy.

## Systematyka
Pozycja według APweb (aktualizowany system APG III z 2009)
Rodzaj wraz z całą rodziną flaszowcowatych w ramach rzędu magnoliowców wchodzi w skład jednej ze starszych linii rozwojowych okrytonasiennych określanych jako klad magnoliowych.
Lista gatunków
- Anonidium floribundum Pellegr.
- Anonidium le-testui Pellegr.
- Anonidium mannii (Oliv.) Engl. & Diels
- Anonidium usambarense R.E.Fr.